# Équation de Landau-Lifshitz-Gilbert
Pour les articles homonymes, voir Landau, Lifshitz et Gilbert.
En physique, l'équation de Landau–Lifshitz–Gilbert, des noms de Lev Landau, Evgeny Lifshitz et Thomas L. Gilbert, est une équation différentielle décrivant le mouvement de précession de l'aimantation M au sein d'un solide. Il s'agit d'une modification apportée par Gilbert à l'équation initiale de Landau et Lifshitz.
Cette équation est couramment utilisée sous plusieurs formes en micromagnétisme pour modéliser les effets d'un champ magnétique sur les matériaux ferromagnétiques. En particulier, elle peut être utilisée dans le but de modéliser le comportement temporel des éléments magnétiques dû à un champ magnétique. Un terme supplémentaire a été ajouté à l'équation pour décrire l'effet d'un courant polarisé en spin sur les aimants.

## Équation de Landau–Lifshitz

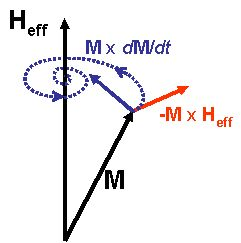
Les termes de l'équation de Landau-Lifshitz-Gilbert : précession (en rouge) et amortissement (en bleu). La trajectoire de l'aimantation (spirale de pointillés) est dessinée en supposant pour simplifier que le champ effectif H_{eff} est constant.

Dans un matériau ferromagnétique, l'aimantation M peut varier dans l'espace mais son amplitude est égale en tout point à l'aimantation à saturation Ms. L'équation de Landau–Lifshitz–Gilbert prédit la rotation de l'aimantation en réponse à des moments appliqués. L'équation antérieure, mais équivalente (Laudau-Lifshitz) a été introduite par Landau et Lifshitz,, :
{\displaystyle {\frac {d\mathbf {M} }{dt}}=-\gamma \mathbf {M} \times \mathbf {H_{\mathrm {eff} }} -\lambda \mathbf {M} \times \left(\mathbf {M} \times \mathbf {H_{\mathrm {eff} }} \right)}
où γ est le rapport gyromagnétique de l'électron et λ est un paramètre phénoménologique d'amortissement, souvent remplacé par
{\displaystyle \lambda =\alpha {\frac {\gamma }{M_{\mathrm {s} }}},}
où α est une constante sans dimension appelée facteur d'amortissement. Le champ effectif  Heff est une combinaison du champ magnétique externe, du champ de désaimantation, d'effets quantiques et d'éventuelles autres contributions (magnétostriction, anisotropie magnétique...). Afin de résoudre cette équation, il est nécessaire d'y ajouter d'autres équations permettant de déterminer le champ de désaimantation, qui est globalement généré par la distribution d'aimantation du milieu considéré.
Il convient de noter que cette équation répond aux attentes sur le comportement des moments magnétiques : conservation de l'amplitude du moment, et précession avec alignement progressif avec le champ effectif. De nombreux auteurs ont obtenu cette équation de manière indépendante.

## Équation de Landau–Lifshitz–Gilbert
En 1955, Gilbert proposa de remplacer le terme d'amortissement dans l'équation de Landau-Lishitz par un terme qui dépend de la dérivée de l'aimantation par rapport au temps : 
{\displaystyle {\frac {d\mathbf {M} }{dt}}=-\gamma \left(\mathbf {M} \times \mathbf {H} _{\mathrm {eff} }-\eta \mathbf {M} \times {\frac {d\mathbf {M} }{dt}}\right)}
C'est l'équation de Landau-Lifshitz-Gilbert (LLG), où η est le paramètre d'amortissement, qui est caractéristique du matériau. On peut retrouver l'équation de Landau-Lifshitz :
{\displaystyle {\frac {d\mathbf {M} }{dt}}=-\gamma '\mathbf {M} \times \mathbf {H} _{\mathrm {eff} }-\lambda \mathbf {M} \times (\mathbf {M} \times \mathbf {H} _{\mathrm {eff} })}
où
{\displaystyle \gamma '={\frac {\gamma }{1+\gamma ^{2}\eta ^{2}M_{s}^{2}}}\qquad {\text{et}}\qquad \lambda ={\frac {\gamma \eta }{1+\gamma ^{2}\eta ^{2}M_{s}^{2}}}.}
Sous cette forme de l'équation de Landau-Lifshitz, le facteur γ' du terme de précession dépend du facteur d'amortissement. Cela rend mieux compte du comportement des milieux ferromagnétiques réels lorsque l'amortissement est important.

## Équation de Landau–Lifshitz–Gilbert–Slonczewski
En 1996, Slonczewski (en) a étendu le modèle pour rendre compte du phénomène de transfert de spin, c'est-à-dire le moment induit sur l'aimantation par un courant polarisé en spin traversant le milieu. On utilise souvent le moment unitaire défini par {\displaystyle {\hat {m}}={\vec {M}}/M_{S}}:

où {\displaystyle \alpha } est le paramètre d'amortissement sans unité, {\displaystyle \tau _{\perp }} et {\displaystyle \tau _{\parallel }} sont les moments perpendiculaires et parallèles, et {\displaystyle {\hat {x}}'} est le vecteur unitaire représentant la direction de polarisation du courant.